# キャント・ファイト・ザ・ムーンライト
「キャント・ファイト・ザ・ムーンライト」 (Can't Fight the Moonlight)はアメリカ合衆国の女性カントリー歌手のリアン・ライムスの楽曲。

## 概要
この楽曲は、彼女の8枚目のアルバムである『アイ・ニード・ユー』に収録された曲で、同アルバムから3曲目のシングルとしてリリースされた。2000年3月29日にリリースされた。
各国の週間シングルチャートでは、全英シングルチャート やオーストラリア、ニュージーランド、オランダ、アイルランド、スウェーデン、フィンランドで1位を記録した。アメリカでは最高位11位、42週に渡りチャートインした。

## チャート
| チャート（2000年）               | 最高順位 |
| -------------------------------- | -------- |
| イギリス（全英シングルチャート） | 1        |
| アメリカ（Billboard Hot 100）    | 11       |